# Пролет, лято, есен, зима... и пролет
„Пролет, лято, есен, зима... и пролет“ (на корейски: 봄 여름 가을 겨울 그리고 봄) е южнокорейско-германски филм от 2003 година, драма на режисьора Ким Ки Дук по негов собствен сценарий.
В центъра на сюжета е животът на будистки монах, отгледан от дете от отшелник, живеещ в езеро в изолирана планинска местност. Главните роли се изпълняват от Ким Юн Мин, О Ян Су, Ха Я Ин, Са Йе Ян.